# Быково (Холм-Жирковский район)
Быково — деревня в Холм-Жирковском районе Смоленской области России. Входит в состав Томского сельского поселения. Население — 3 жителя (2007 год). 
Расположена в северной части области в 20 км к юго-западу от Холм-Жирковского, в 35 км юго-восточнее автодороги Р136 Смоленск — Нелидово, на берегу реки Света. В 9 км северо-восточнее деревни расположена железнодорожная станция Канютино на линии Дурово — Владимирский Тупик.

## История
В годы Великой Отечественной войны деревня была оккупирована гитлеровскими войсками в октябре 1941 года, освобождена в марте 1943 года.